# Peripherie-Radio
Als Peripherie-Radios (französisch: radios périphériques) oder Peripheriesender wurden kommerzielle Hörfunk-Sender bezeichnet, die aus dem Ausland in ein Zielgebiet sendeten, in dem kommerzieller Hörfunk (noch) nicht erlaubt war. Anders als Piratensender wurden sie in der Regel legal betrieben.
Hauptsächlich wurde der Begriff für Frankreich als Zielgebiet verwendet und meinte dann die Sender
- Radio Luxembourg (ab 1933) aus Luxemburg
- Radio Andorra (1939–81) aus Andorra[3]
- Radio Monte Carlo (ab 1943) aus Monaco
- Europe 1 (ab 1955) aus dem Saarland/Deutschland
- Radio Atlantic (1956–60, via EAJ-8) und Radio Océan/Atlantic 2000 (1968–75, via EFE-23) aus dem Baskenland/Spanien
- Sud Radio (1958–81) aus Andorra

Auch andere Länder waren das Ziel kommerzieller Sendeaktivitäten in der ausländischen Peripherie. Bekannte Beispiele:
- Deutschland
  - Radio Luxemburg (ab 1957) aus Luxemburg

- RBI/M1 (1979–2003), Radio Brenner/Südtirol 1 (1981–90) und andere aus Italien

- Österreich
  - Radio Valcanale (1977–98), Radio Uno (1985–2000) und andere aus Italien[5]
  - Radio MM2/RMI (1985–2001) aus Slowenien
  - Antenne Austria (1989–92) aus Ungarn
  - Radio CD International (1990–96) aus der Slowakei

- Schweiz
  - Radio 24 (1979–83) aus Italien

- Großbritannien
  - International Broadcasting Company (IBC) von Leonard Plugge (1931–39) aus verschiedenen Ländern[6]
  - Radio Luxemburg/2-0-8 (1933–92) aus Luxemburg

Eine weitere Möglichkeit zur Umgehung des Privathörfunkverbots waren Sendungen aus internationalen Gewässern:
- Dänemark
  - Radio Mercur, 1958–62

- Schweden
  - Radio Syd, 1958–66

- Niederlande
  - Radio Veronica, ab 1959

- Großbritannien
  - Radio Caroline, ab 1964